# Jimmy Rip
Jimmy Rip je americký kytarista a hudební producent. Na kytaru začal hrát ve svých šesti letech a svou profesionální kariéru zahájil počátkem osmdesátých let. Své první sólové album nazvané Way Past Blue vydal roku 1997. V roce 2006 produkoval album Last Man Standing zpěváka a klavíristy Jerryho Lee Lewise. Roku 2007 nahradil dlouholetého kytaristu Richarda Lloyda ve skupině Television (již roku 1982 hrál Rip na albu Words from the Front frontmana této kapely Toma Verlaina, později hrál i na dalších jeho nahrávkách). Během své kariéry spolupracoval s desítkami dalších hudebníků, mezi něž patří vedle jiných Mick Jagger, Ian Hunter, Rod Stewart, Jack Bruce, Michael Monroe, Debbie Harry a David Johansen.